# Fatmi Benslimane

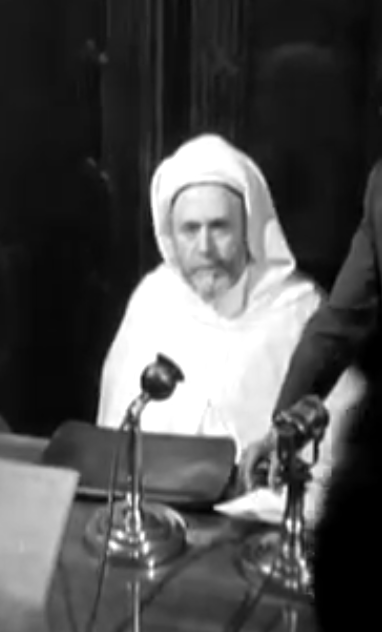
Fatmi Benslimane

Fatmi Benslimane (arabisch الفاطمي بن سليمان, DMG al-Fāṭimī b. Sulaimān; * 1898 in Fès; † 1980) war ein marokkanischer Pascha von Fès, Bildungsminister in der Makhzenregierung, Ministerpräsident und Diplomat.

## Leben
1946 wurde er als Commandeur in die Ehrenlegion aufgenommen.
Bis 20. August 1953 war er Pascha in Fès. Er gehörte zur überschaubaren Entourage, welche vom 20. August 1953 bis 16. November 1955 Mohammed V. (Marokko) in seinem Exil zunächst auf Korsika, dann in Madagaskar begleitete. Vom 20. bis 30. August 1955 war er als Vorsitzender des Thronrates Mitglied der 37-köpfigen marokkanischen Delegation zur Konferenz zur Unabhängigkeit Marokkos in Aix-les-Bains.
Vom 18. September 1958 bis 1960 war er Botschafter in Bagdad (Irak), Amman (Jordanien) und Beirut (Libanon).
Von 1961 bis 1968 war er Botschafter in Dschidda und Kuwait City.